# 베르트랑 질 (핸드볼 선수)
베르트랑 파비앵 질(프랑스어: Bertrand Fabien Gille, 1978년 3월 24일~)은 프랑스의 핸드볼 선수로 현역 시절 포지션은 피벗이다. 1984년에 형인 기욤과 함께 유소년 핸드볼팀인 HBC 로리올에 입단하면서 핸드볼 경력을 시작했다. 형과 함께 같은 소속팀에서 활약한 그는 1996년부터 2002년까지 프랑스 프로 핸드볼 리그인 LNH 디비시옹1의 팀인 샹베리 사부아 HB 소속으로 뛰었으며, 이후 2002년부터 2012년까지 독일 분데스리가의 HSV 함부르크 소속으로 활동했다. 이후 다시 샹베리 사부아로 돌아가 2015년까지 뛰었다. 
1997년부터 프랑스 국가대표팀의 일원이 되었으며, 올림픽에 4회 참가하여 금메달 2개, 세계 선수권 대회에 6회 참가하여 금메달 2개, 동메달 2개, 유럽 선수권 대회에 7회 참가하여 금메달 2개, 동메달 1개를 획득했다. 특히 2002년에는 국제 핸드볼 연맹 선정 올해의 선수로 뽑혔고, 2008년 하계 올림픽 당시 금메달을 획득한 프랑스 대표팀의 주축으로 활약하여 대회 올스타팀의 피벗으로 선정되었다.